# Platysaurus ocellatus
Platysaurus ocellatus är en ödleart som beskrevs av  Donald G. Broadley 1962. Platysaurus ocellatus ingår i släktet Platysaurus och familjen gördelsvansar. Inga underarter finns listade i Catalogue of Life.